# 75. pěší pluk

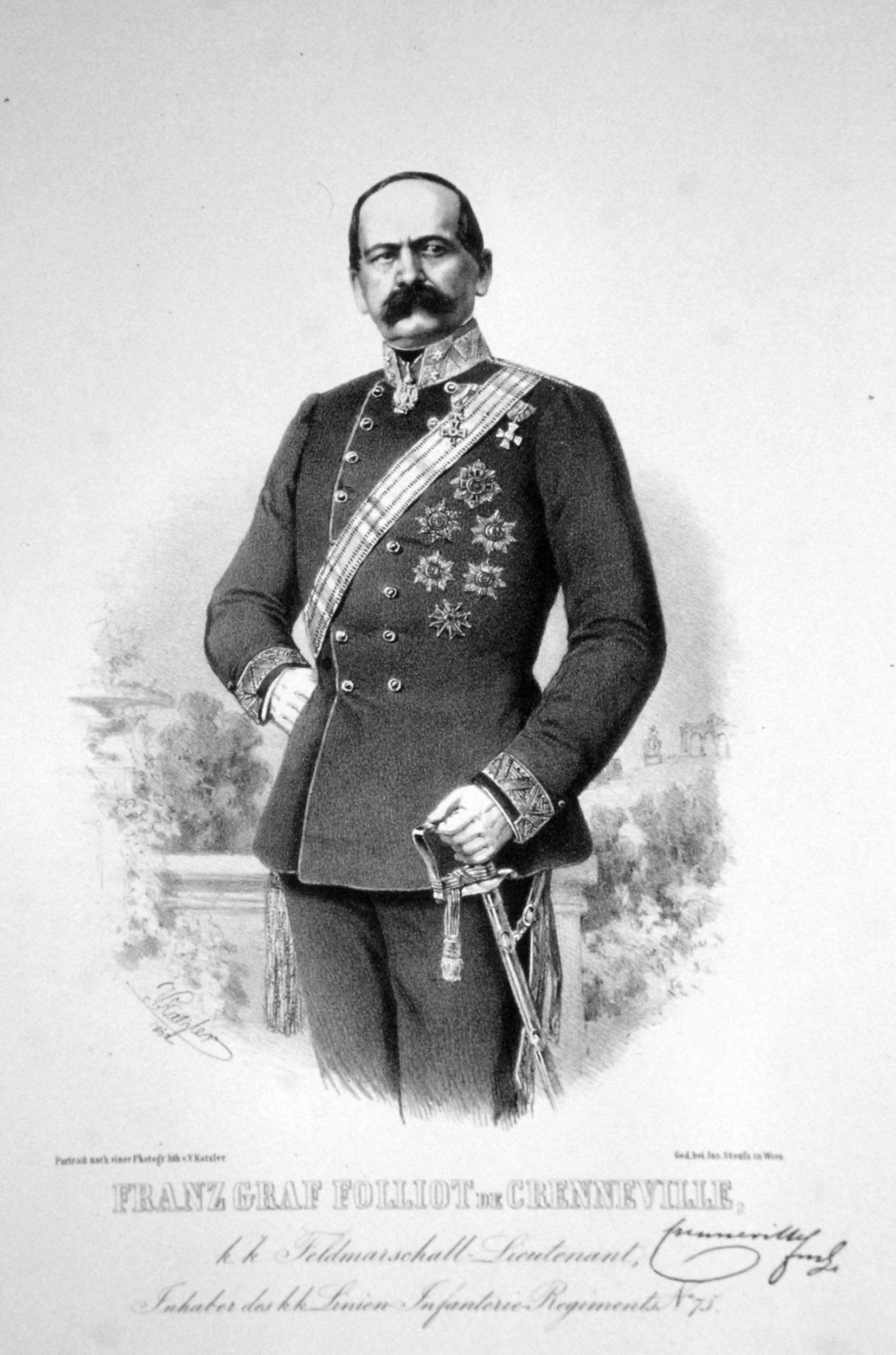
Majitel pluku Franz Folliot de Crenneville

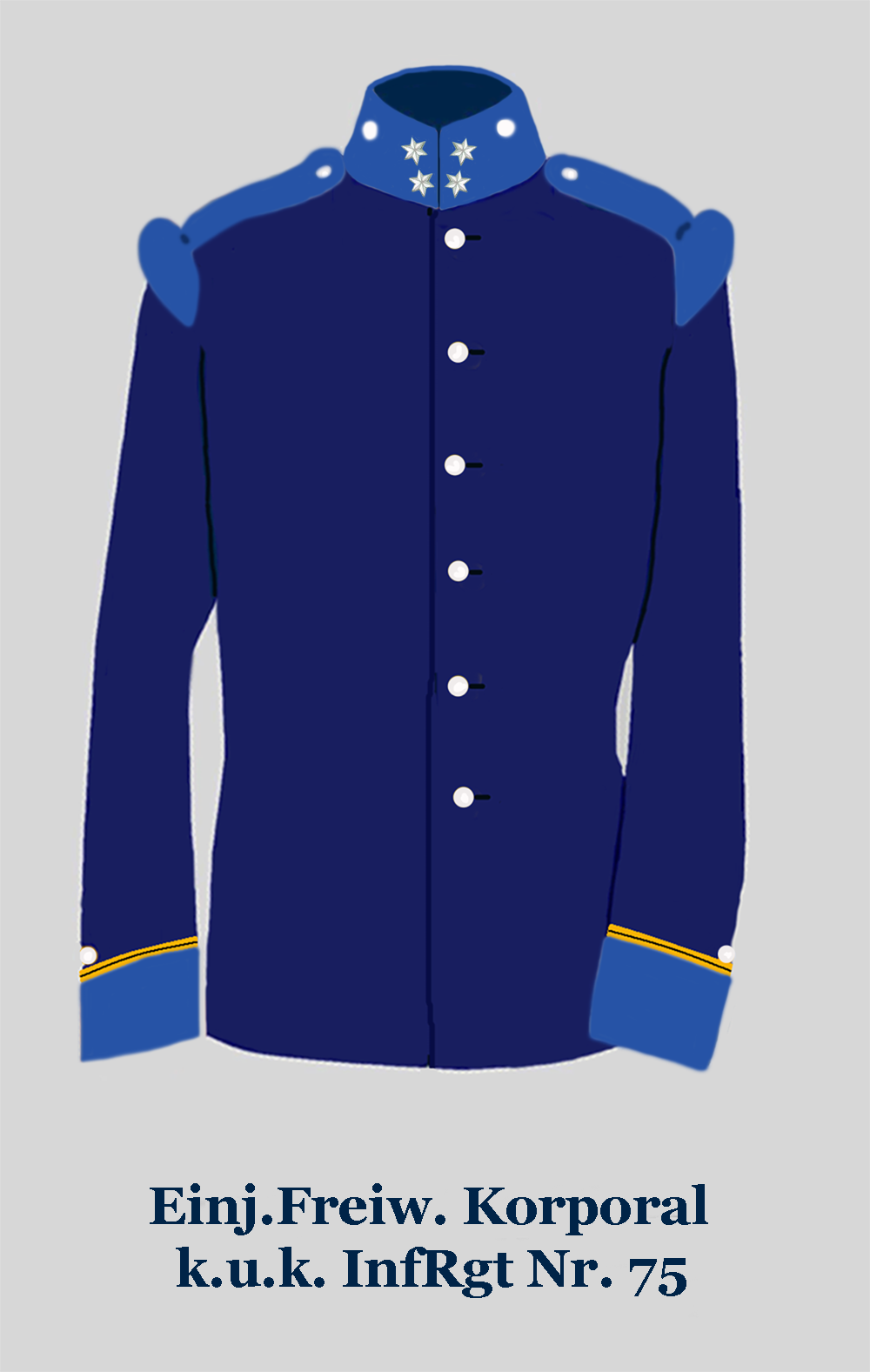
Uniforma desátníka 75. pěšího pluku

Jindřichohradecký 75. pěší pluk nebo Císařský a královský pěší pluk č. 75 (německy Kaiserliches und königliches Infanterieregiment Nr. 75. Neuhaus, IR. 75) byl vojenský pěší pluk rakousko-uherské armády, jehož domovskou základnou byla jindřichohradecká kasárna.

## Historie pluku

### Rakouské císařství
Pluk byl založen 1. února 1860 v Jindřichově Hradci (německy Neuhaus) po sloučení tří praporů vyřazených z řadových pěších pluků č. 11, 18. a 21. Náborový okrsek č. 75 Jindřichův Hradec byl podřízen Hlavnímu domácímu velitelství pro Království České (1. armádní sbor) v Praze, od roku 1883 pak spadal pod velení 8. armádního sboru. Prvním čestným majitelem pluku byl jmenován polní zbrojmistr Franz Folliot de Crenneville (1860–1888), po něm pak následovali dánští králové Kristián IX. (1888–1906) a Frederik VIII. (1906–1912).
V roce 1866 bylo velitelství pluku přesunuto z Jindřichova Hradce do Vídně. Téhož roku se pluk zapojil do bojů v třetí válce za italskou nezávislost roku 1866, kde mj. bojoval v bitvě u Custozy. Svůj svátek pluk slavil 24. června, v den výročí této bitvy.

### Rakousko-Uhersko
V letech 1869–1874 bylo velitelství pluku umístěno v pevnosti Josefov, záložní velitelství a záložní okresní stanice pak v Jindřichově Hradci. V roce 1874 bylo velitelství pluku přesunuto opět do Prahy. V roce 1897 bylo velitelství pluku spolu s 1 a 3. praporem byl umístěno v Jindřichově Hradci, 4. prapor pak v Třeboni a 2. prapor byl odvelen do černohorské Crkvice na území podřízeném vojenskému velitelství v Zadaru. Pluk (bez 2. praporu) byl součástí 38. pěší brigády patřící k 19. pěší divizi, zatímco detašovaný 2. prapor byl podřízen velení 94. pěší brigády  .
V letech 1903-1905 byly 2 a 4. prapor pluku umístěny v Jindřichově Hradci, 1. prapor v Třeboni a 3. prapor v Praze. Celý pluk byl stále součástí 38. pěší brigády. V letech 1906-1908 byl pluk dislokován v Praze kromě 3. praporu, který zůstal v Jindřichově Hradci. Celý pluk byl pak stále součástí 38. pěší brigády  . V roce 1908 byl pluk (bez 1. praporu) podřízen velitelství 37. brigády náležící k 19. pěší divizi, zatímco 1. prapor byl odvelen do bosenské Doboje na území 15. armádního sboru a zařazen do 12. horské brigády náležející k 48. pěší divizi. V letech 1910-1912 byl 3. a 4. prapor umístěn v Jindřichově Hradci, 2. prapor v Praze a 1. prapor v Doboji.
V letech 1912 až 1914 byl pluk dislokován v Salcburku, na území 14. armádního sboru, kromě 3. praporu, který zůstal v posilovém obvodu pluku, v Jindřichově Hradci.  Pluk (bez 3. praporu) byl součástí 6. pěší brigády patřící k 3. pěší divizi, zatímco 3. prapor byl podřízen velitelství 38. pěší brigády patřící k 19. pěší divizi. 

### První světová válka
V době začátku první světové války v roce 1914 tvořilo pluk 79 % mužů české národnosti, 20 % pak národnosti německé. Po začátku války byl pluk v letech 1914 až 1918 nasazen proti ruské carské armádě v Haliči, zde se mj. zúčastnili bitvy u Jaroslavle.

### Zánik
S koncem války a zánikem rakousko-uherské monarchie koncem roku 1918 byl pluk sloučen s jedním z pěších pluků nově vzniklé Československé armády,

## Velitelé pluku
- plukovník Friedrich von Mondel (1860–1867)[1]
- plukovník Karl von Tegetthoff (1867 – 1872 → velitel 1. brigády, 6. divize )
- plukovník Ignaz Sehmitt von Kehlau (1872 – 1876 → velitel 29. pěší brigády)
- plk. Alexander Kuhn von Kuhnenfeld (1876 – )
- plk. Ottokar Haas ( – 1900 → velitel 32. pěší brigády)
- plk. Florian von Weywara (1900 – 1905 → velitel 48. pěší brigády )
- plk. Arnold Münzel (1905 – 1910 → velitel 2. horské brigády)
- plk. Josef Teisinger von Tüllenburg (1910 – 1912 → velitel 48. pěší brigády )
- plk. Franz Wiedstruck (1912 – 1914 [2] )